# 鈴木あゆみ
鈴木 あゆみ（すずき あゆみ、1985年10月14日 - ）は、北海道出身の女子バスケットボール選手である。ポジションはセンター・フォワード。

## 人物
札幌山の手高校在学中は全国大会で活躍し、ヤングウーメン日本代表にも高校生で唯一選出される。
筑波大学では、1年時から主力として活躍。関東女子大学リーグ戦では4連覇を達成(卒業後も連覇は続いており現在5連覇中)したほか、1年でインカレ優勝を経験する。ユニバーシアードにも出場した。
2008年、富士通に入社。
2009年にはウィリアム・ジョーンズカップ日本代表に選ばれる。
2010年も代表候補に選出され、ニュージーランドとの親善試合での活躍が評価され世界選手権で初のA代表に選出される。
2015年、富士通を退団。

## 経歴
- もみじ台中学校 - 札幌山の手高校 - 筑波大学 - 富士通（2008年〜2015年）

## 日本代表歴
- 2002年アジアヤングウーメン
- 2005年ユニバーシアード
- 2009年ウィリアム・ジョーンズカップ
- 2010年世界選手権